# Liverpool

Położenie dystryktu w hrabstwie Merseyside

Liverpool (wym. [ˈlɪvə(ɹ)ˌpuːl] ( odsłuchaj), lok. [ˈlɪvə(ɾ)ˌpʉːl]) – miasto i dystrykt metropolitalny w północno-zachodniej Anglii (Wielka Brytania), w hrabstwie Merseyside, położone na wschodnim brzegu estuarium rzeki Mersey, uchodzącej nieopodal do Zatoki Liverpoolskiej (Morze Irlandzkie).
Port morski w Liverpoolu jest jednym z największych na terenie Wielkiej Brytanii; obsługuje ruch towarowy pasażerski. Rozwinął się w XVIII i XIX wieku, stając się drugim pod względem znaczenia (po Londynie) portem w kraju, jako centrum handlu i komunikacji pasażerskiej z Ameryką, w tym handlu trójkątnego – niewolnikami.
Miasto jest ośrodkiem przemysłowym (gł. przemysł paliwowy, samochodowy i elektroniczny), kulturalnym i naukowym.
Sześć obiektów na terenie miasta znajdowało się w latach 2004–2021 na liście światowego dziedzictwa UNESCO w ramach wpisu „Liverpool – miasto floty handlowej” (Liverpool – Maritime Mercantile City).
Z Liverpoolem kojarzony jest zespół pop-rockowy The Beatles, który w tym mieście powstał i występował w klubie The Cavern.
W Liverpoolu mają siedzibę kluby piłkarskie: Liverpool F.C. („The Reds”) i Everton F.C. („The Toffees”).

## Geografia
Liverpool ma powierzchnię 111,84 km². Najwyższym wzniesieniem w mieście jest Everton Hill (wysokość 70 m n.p.m.). Od północy graniczy z gminą Sefton, od wschodu z Knowsley, od zachodu przez rzekę Mersey z gminą Wirral – wszystkie w hrabstwie Merseyside, zaś od południa z gminą Halton w hrabstwie Cheshire.

## Podział administracyjny
Władzę w Liverpoolu sprawuje rada miasta (Liverpool City Council). Składa się ona z 90 radnych wybieranych przez lokalne społeczności.
Miasto jest podzielone na 30 okręgów wyborczych, które mieszczą się w pięciu tzw. parliament constituency – Garston and Halewood, Liverpool Riverside, Liverpool Walton, Liverpool Wavertree i Liverpool West Derby.
1. Allerton & Hunts Cross (Garston and Halewood)
2. Anfield (Liverpool Walton)
3. Belle Vale (Garston and Halewood)
4. Central (Liverpool Riverside)
5. Childwall (Liverpool Wavertree)
6. Church (Liverpool Wavertree)
7. Clubmoor (Liverpool Walton)
8. County (Liverpool Walton)
9. Cressington (Garston and Halewood)
10. Croxteth (Liverpool West Derby)
11. Everton (Liverpool Walton)
12. Fazakerley (Liverpool Walton)
13. Greenbank (Liverpool Riverside)
14. Kensington & Fairfield (Liverpool Wavertree)
15. Kirkdale (Liverpool Riverside)
16. Knotty Ash (Liverpool West Derby)
17. Mossley Hill (Liverpool Riverside)
18. Norris Green (Liverpool West Derby)
19. Old Swan (Liverpool Wavertree)
20. Picton (Liverpool Wavertree)
21. Princes Park (Liverpool Riverside)
22. Riverside (Liverpool Riverside)
23. Speke-Garston (Garston and Halewood)
24. St Michaels (Liverpool Riverside)
25. Tuebrook & Stoneycroft (Liverpool West Derby)
26. Warbreck (Liverpool Walton)
27. Wavertree (Liverpool Wavertree)
28. West Derby (Liverpool West Derby)
29. Woolton (Garston and Halewood)
30. Yew Tree (Liverpool West Derby)

## Historia

### Początki miasta

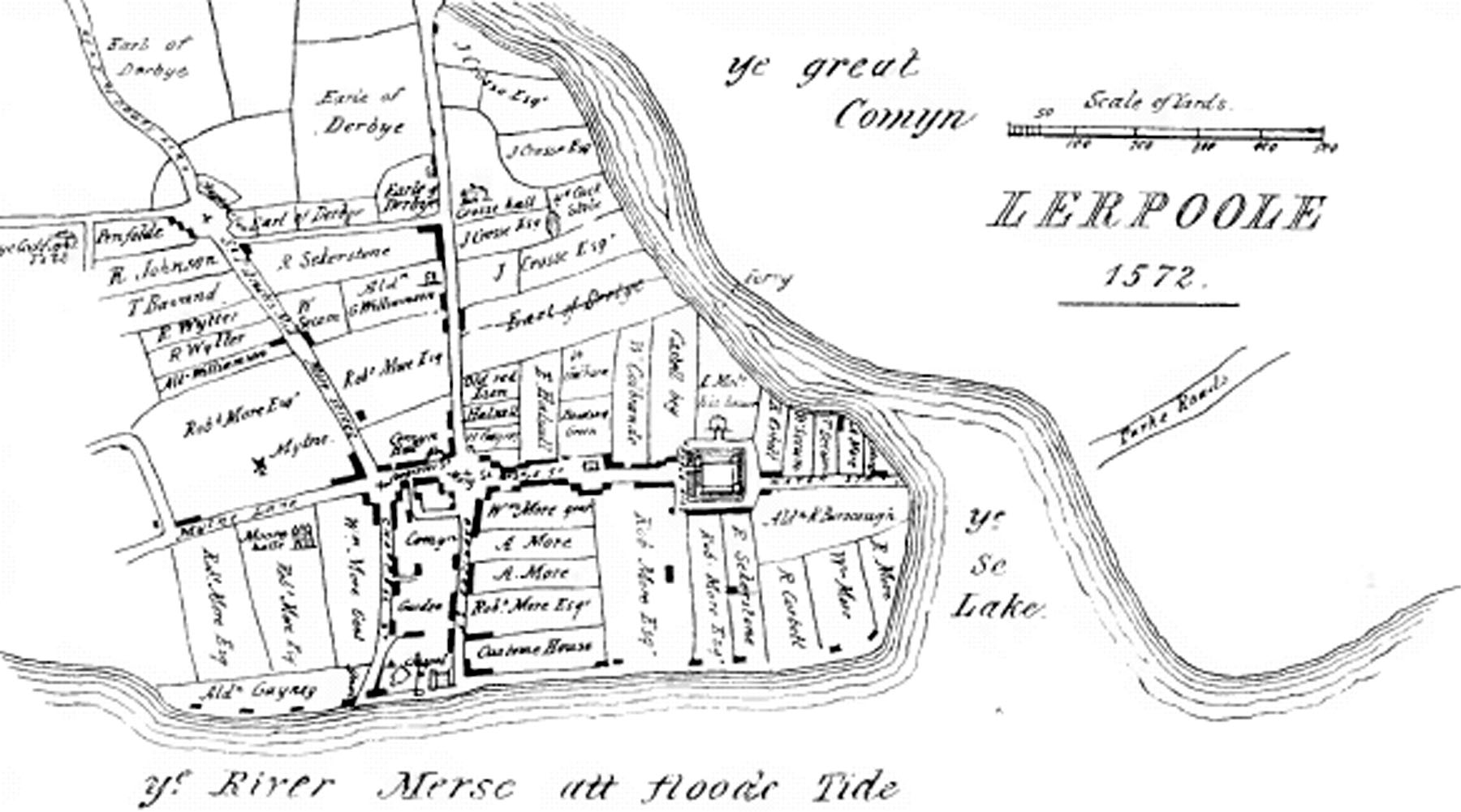
Liverpool w 1572 r.

W czasach rzymskich obecny obszar miasta był terenem podmokłym, w okolicy którego przechodziła droga z Chester do Lancasteru. Pierwsze ślady trwałego osadnictwa ludzkiego w rejonie estuarium Mersey z połowy VI wieku wskazują na wikingów. Oficjalne początki miasta datuje się na 28 sierpnia 1207 roku, kiedy król Anglii Jan I założył w tym miejscu port. Kilkanaście lat później, dla ochrony portu, jak i umocnienia władzy w rejonie, został zbudowany Liverpool Castle (został zburzony na początku XVIII wieku i obecnie w jego miejscu na Derby Square stoi Queen Victoria Monument, posiadający pamiątkową tablicę informującą o zamku). W 1257 roku zbudowano kaplicę St Mary del Quay (obecnie w tym miejscu stoi Church of Our Lady and Saint Nicholas). W tym okresie liczba ludności nie przekraczała 2000 osób.

### XVI–XVIII wiek
W 1515 roku powstał pierwszy ratusz, który był zwykłym drewnianym budynkiem pokrytym strzechą, lecz przez 150 lat pełnił swą funkcję, aż do 1673, kiedy wybudowano drugi ratusz, który następnie w 1754 roku został zastąpiony przez stojący obecnie na High Street. W połowie XVI wieku miasto nawiedziły plagi (największa w 1540 roku), które zdziesiątkowały ludność, oraz wielki sztorm w 1561 roku, który wyrządził znaczne straty. W 1575 roku ukończono Elisabethan House – pierwszą część Croxteth Hall, który przez następne stulecia został znacznie rozbudowany. W trakcie I wojny domowej w Anglii, która trwała w latach 1642–1646, miasto doznało znacznych zniszczeń. Wielkie znaczenie dla rozwoju miasta miał 1647 rok, w którym Liverpool stał się wolnym portem, niezależnym od Chester. W połowie XVII wieku zaczął się dochodowy handel towarami z Ameryką Północną. W 1715 roku zbudowano najstarszą część doków – Old Dock. Liverpool stał się jednym z najważniejszych portów w kraju. W XVIII wieku prawdopodobnie przez port w Liverpoolu odpływało do Ameryki ¾ wszystkich europejskich statków niewolniczych, w tym także połowa z 3 milionów niewolników, których w tym okresie przetransportowano za ocean na brytyjskich statkach. Pierwszą gazetą, jaka została wydana w Liverpoolu, była „Leverpoole Courant”, wydawana w latach 1711–1712, a pierwszą wydawaną przez wiele lat, a nie tylko chwilowo, była wydawana od 1756 roku „Williamson’s Liverpool Advertiser and Mercantile Register”, która po kilku zmianach nazwy ostatecznie przyjęła nazwę „Liverpool Times”. W 1770 roku rozpoczęto budowę Kanału Leeds-Liverpool o długości 204 km, który ostatecznie ukończono w 1816 roku. W 1788 roku zbudowano kościół katolicki „St. Peter’s Roman Catholic Church”, który do momentu zamknięcia w 1978 roku był najstarszym działającym kościołem katolickim w Wielkiej Brytanii. Przez dwa ostatnie lata kościół był użytkowany przez polską społeczność, a obecnie mieści się tam restauracja Alma de Cuba. W 1791 roku Edward Rushton założył Royal School for the Blind, pierwszą szkołę dla niewidomych w kraju, a drugą po Paryżu na świecie.

### XIX–XXI wiek

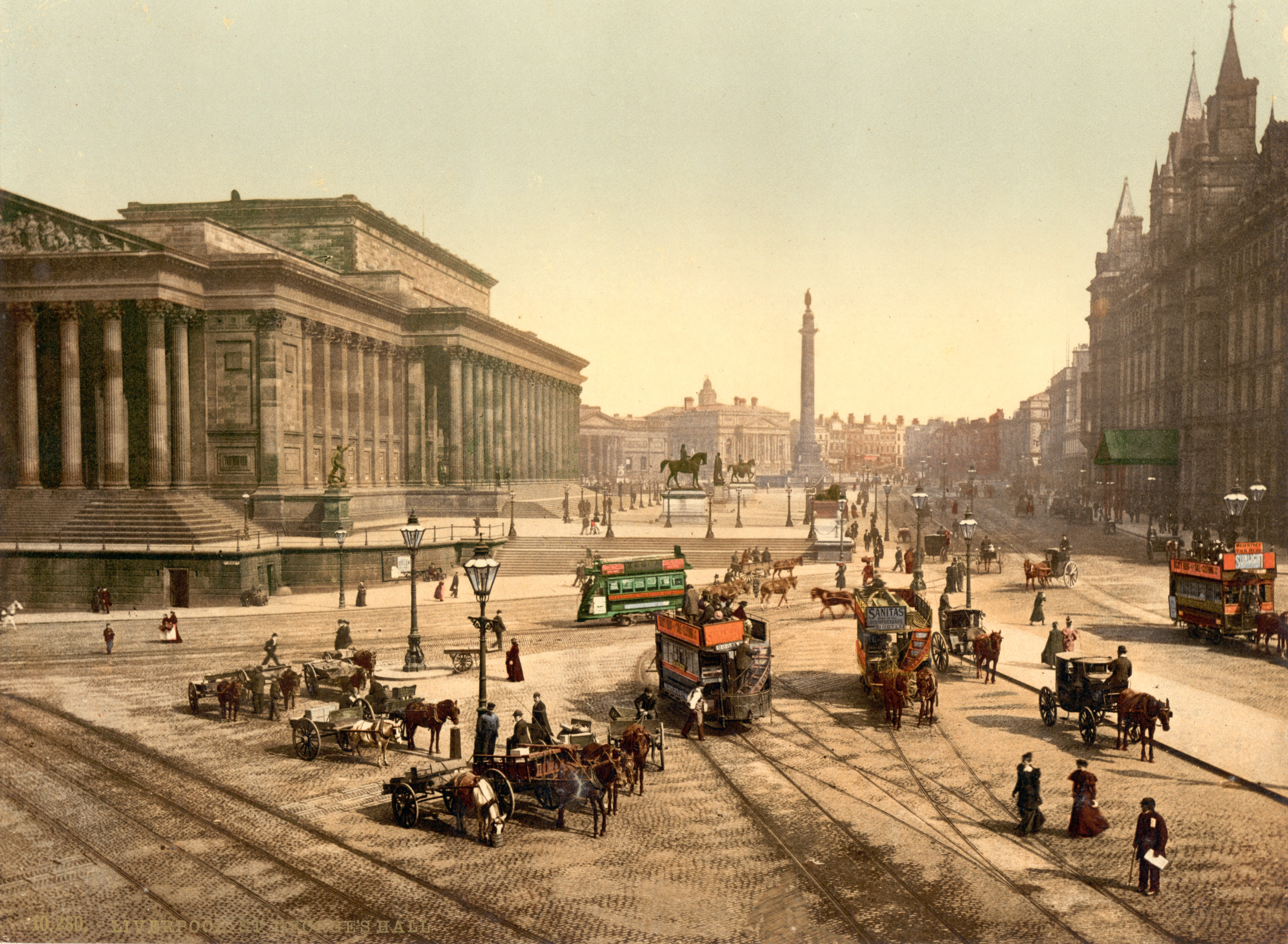
Liverpool w 1890 r.

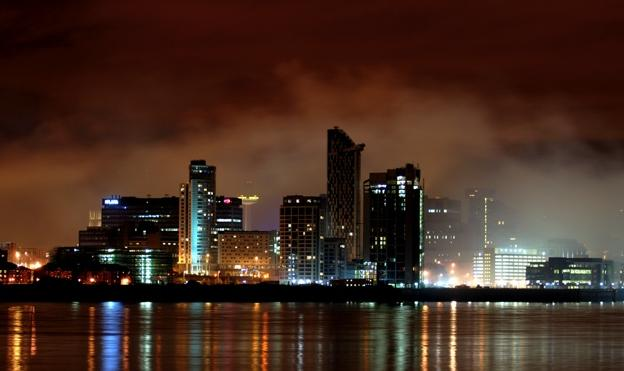
Liverpool w 2008 r.

W lipcu 1807 roku z Liverpoolu odpłynął ostatni statek niewolniczy. W XIX wieku nastąpił gwałtowny rozwój portu, wybudowano wiele doków, m.in. Princes Dock w 1821 roku, Clarence Dock w 1830 roku, Albert Dock w 1847 roku, Collingwood Dock, Salisbury Dock i Stanley Dock w 1848 roku. Wraz z rozwojem portu miasto uległo gwałtownej rozbudowie, powstały m.in. Bank of England Building w 1848 roku, St George’s Hall w 1854 roku, William Brown Library and Museum w 1860 roku oraz Oriel Chambers w 1864 roku, który uważany jest za jednego z protoplastów obecnych drapaczy chmur. W 1830 roku została otwarta pierwsza linia trakcji wyłącznie parowej, łącząca Liverpool z Manchesterem. Podczas pierwszego przejazdu doszło do wypadku, w którym William Huskisson został ranny, a następnie zmarł w szpitalu, stając się ofiarą pierwszego śmiertelnego wypadku w historii kolei. W XIX wieku wybudowano większość obecnych stacji kolejowych w mieście, m.in. Liverpool Lime Street w 1836 roku. Także w tym roku założono lokalną policję – Liverpool Constabulary. W 1840 roku założono Royal Liverpool Philharmonic – najstarszą działającą filharmonię w kraju, w 1851 roku otwarto World Museum (początkowa nazwa Derby Museum), zaś w 1877 roku Walker Art Gallery. W połowie XIX w trakcie wielkiego głodu w Irlandii nastąpił znaczny napływ Irlandczyków do miasta. W 1874 roku oddano do użytku Princes Road Synagogue, a w 1887 nieistniejący obecnie pierwszy meczet w Wielkiej Brytanii, ufundowany w 1889 roku przez Williama Abdullaha Quilliama. W 1894 roku ukończono budowę Kanału Manchesterskiego. W 1878 roku założono klub piłkarski Everton F.C., zaś w 1892 Liverpool F.C. W 1898 roku wyjechały na miasto pierwsze elektryczne tramwaje.
Na początku XX wieku miasto miało 746 tysięcy mieszkańców. Liverpool w dalszym ciągu rozwijał się i powstawały nowe, coraz większe budynki, lecz wkrótce miała nadejść stagnacja gospodarcza związana z I wojną światową. Jeszcze w tym okresie wybudowano budynki, które obecnie tworzą Pier Head, tj. Port of Liverpool Building (w 1907 roku), Royal Liver Building w 1911 roku oraz Cunard Building w 1916 roku. Ponadto w 1910 roku wybudowano stojący w pobliżu Tower Buildings. Stanley Dock Tobacco Warehouse, który wybudowano w 1901 roku, był największym na świecie budynkiem z cegły. Liverpool był portem macierzystym Titanica. W 1902 roku Ronald Ross (profesor School of Tropical Medicine) jako pierwszy Brytyjczyk otrzymał Nagrodę Nobla. W 1904 roku rozpoczęto budowę katedry w Liverpoolu, którą ukończono dopiero w 1978 roku. W 1934 roku oddano do użytku Queensway Tunnel pod rzeką Mersey. W 1931 roku miasto osiągnęło największą liczbę ludności w historii – ponad 855 tysięcy osób. Od tego czasu ludność miasta aż do XXI wieku zaczęła gwałtownie spadać. Znaczny wpływ na to miał Wielki kryzys, a także zniszczenia, jakich doznało miasto podczas nalotów w trakcie II wojny światowej. Najwięcej ofiar pochłonęły naloty pod koniec kwietnia 1941 roku, kiedy zginęło ponad 2000 osób. W trakcie wojny w Liverpoolu znajdowała się główna siedziba Western Approaches Command. Wraz zakończeniem wojny zaczęła się powolna odbudowa miasta. Po drugiej wojnie światowej podjęto decyzję o zastąpieniu tramwajów autobusami. W 1957 roku na miasto wyjechał ostatni tramwaj. W 1960 roku w Liverpoolu powstał zespół The Beatles – jedna z najpopularniejszych grup muzycznych wszech czasów. W 1965 roku powstała Radio City Tower (obecnie drugi pod względem wysokości budynek w mieście po West Tower), także w tym samym roku ukończono The Plaza. W 1967 roku wybudowano Katedrę Metropolitarną w Liverpoolu. W 1971 roku otwarto drugi tunel pod rzeką Mersey – Kingsway Tunnel, zaś w 1972 roku na północy Liverpoolu oddano do użytku Royal Seaforth Dock, nowoczesny dok przystosowany dla kontenerowców. W 1974 roku wybudowano New Hall Place i Post & Echo Building.

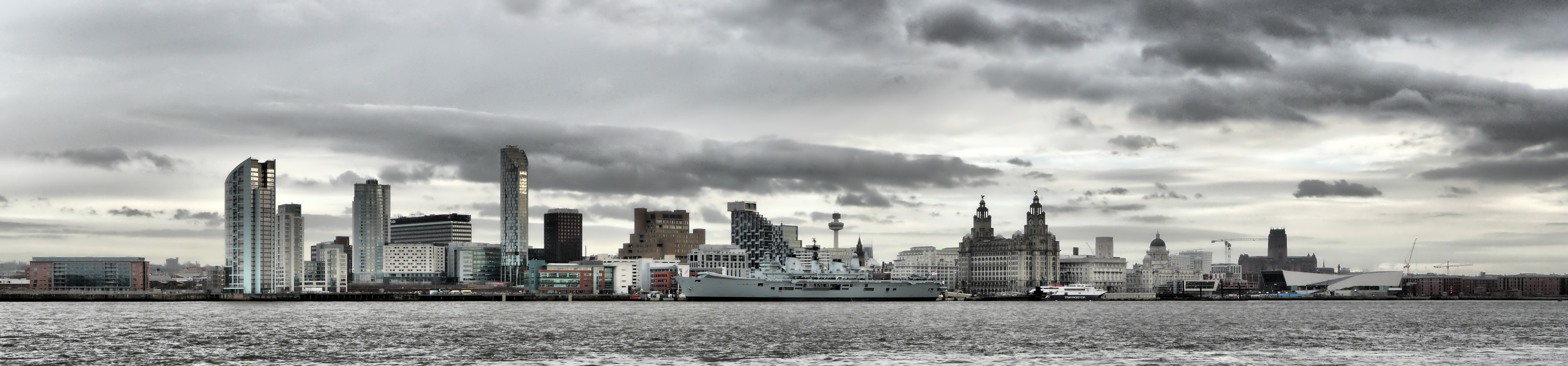
Panorama nabrzeża Liverpoolu

W 1974 roku powstało hrabstwo metropolitalne Merseyside, w skład którego wszedł Liverpool. Jednocześnie rozpoczęło swoją działalność Merseyside Passenger Transport Executive (Merseytravel), które zarządza transportem miejskim na obszarze hrabstwa, a także utworzono z miejscowej policji nową jednostkę Merseyside Police. W latach 80 miasto przechodziło głęboki kryzys, z którego zaczęło powoli wychodzić w latach 90.
W XXI wieku w Liverpoolu zaczął się kolejny w historii okres znacznej przebudowy – w 2004 roku wybudowano Beetham Tower, w 2006 roku 1 Princes Dock, w 2007 roku Alexandra Tower i Unity Buildings zaś w 2008 roku ukończono West Tower – najwyższy budynek w mieście. W 2011 roku powstał kompleks budynków Mann Island Buildings. W 2008 roku powstał Liverpool One – największy w Wielkiej Brytanii kompleks sklepów na „świeżym powietrzu”, a także oddano do użytku Echo Arena. W 2009 roku wybudowano Liverpool Big Wheel, zaś w 2011 roku otwarto Museum of Liverpool.
Sześć obiektów w mieście tj. trzy w portowo-handlowej części miasta oraz trzy w centrum obejmujące zabytkowe budynki w 2004 roku zostały wpisane jako Liverpool Maritime Mercantile City na listę światowego dziedzictwa UNESCO, jednak w 2021 zostały z niej usunięte. W 2008 roku miasto było Europejską Stolicą Kultury. W dniach 9, 11 i 13 maja 2023 roku w znajdującej się w mieście Echo Arenie odbył się Konkurs Piosenki Eurowizji 2023.

## Demografia

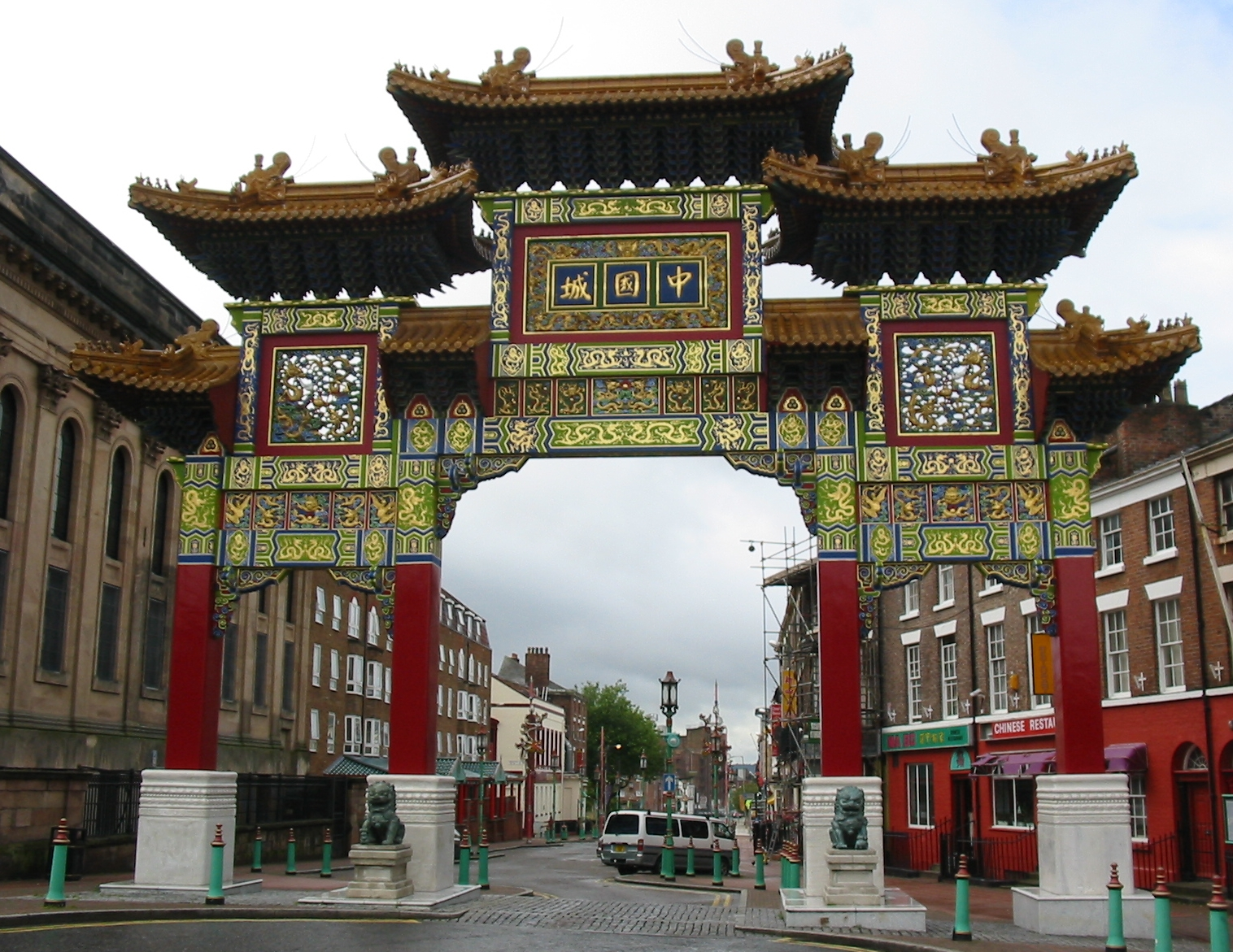
Liverpool Chinatown Arch

### Populacja
Liverpool w 2010 roku miał 445 200 mieszkańców. Średnia gęstość zaludnienia wynosi 3981/km². W XX wieku nastąpił gwałtowny spadek ludności miasta – w 1931 r. Liverpool miał 805 046 mieszkańców, dopiero w ostatniej dekadzie nastąpił nieznaczny wzrost populacji. Mężczyźni stanowią 49,29% populacji, kobiety zaś 50,71%.
Podział mieszkańców ze względu na wiek w 2010 roku:
| Wiek              | 0-19   | 20-39  | 40-59  | 60-79  | 79+   |
| ----------------- | ------ | ------ | ------ | ------ | ----- |
| Procentowy udział | 22,63% | 33,13% | 24,93% | 15,52% | 3,78% |

Podział mieszkańców według miejsca urodzenia 2010-2011 r.
- Wielka Brytania (ok. 398 000 – 91,29%)
- Unia Europejska (ok. 12 000 – 2,75%)
- świat (ok. 26 000 – 5,96%)

### Grupy etniczne
Największą grupę etniczną w Liverpoolu stanowią biali – ponad 90%. Miasto jest też siedzibą najstarszej w kraju społeczności czarnych Afrykanów oraz najstarszej w Europie chińskiej społeczności, która została założona w XIX wieku. W Chinatown znajduje się największa brama chińska poza Chinami. Obecnie przyjmuje się, że około 50% ludności Liverpoolu ma korzenie irlandzkie. Wynika to głównie ze znacznego napływu Irlandczyków w trakcie Wielkiego głodu w połowie XIX wieku.
Podział mieszkańców według grup etnicznych w 2009 roku:
| - biali (402 493 – 91,0%) - czarni Karaibowie (2211,5 – 0,5%) - czarni Afrykanie (4865,3 – 1,1%) - czarni pozostali (1326,9 – 0,3%) - Hindusi (6634,5 – 1,5%) | - Pakistańczycy (3096,1 – 0,7%) - Banglijczyjcy (1326,9 – 0,3%) - Chińczycy (4865,3 – 1,1%) - pozostali Azjaci (2211,5 – 0,5%) - pozostali (13269 – 3%) |

### Religia

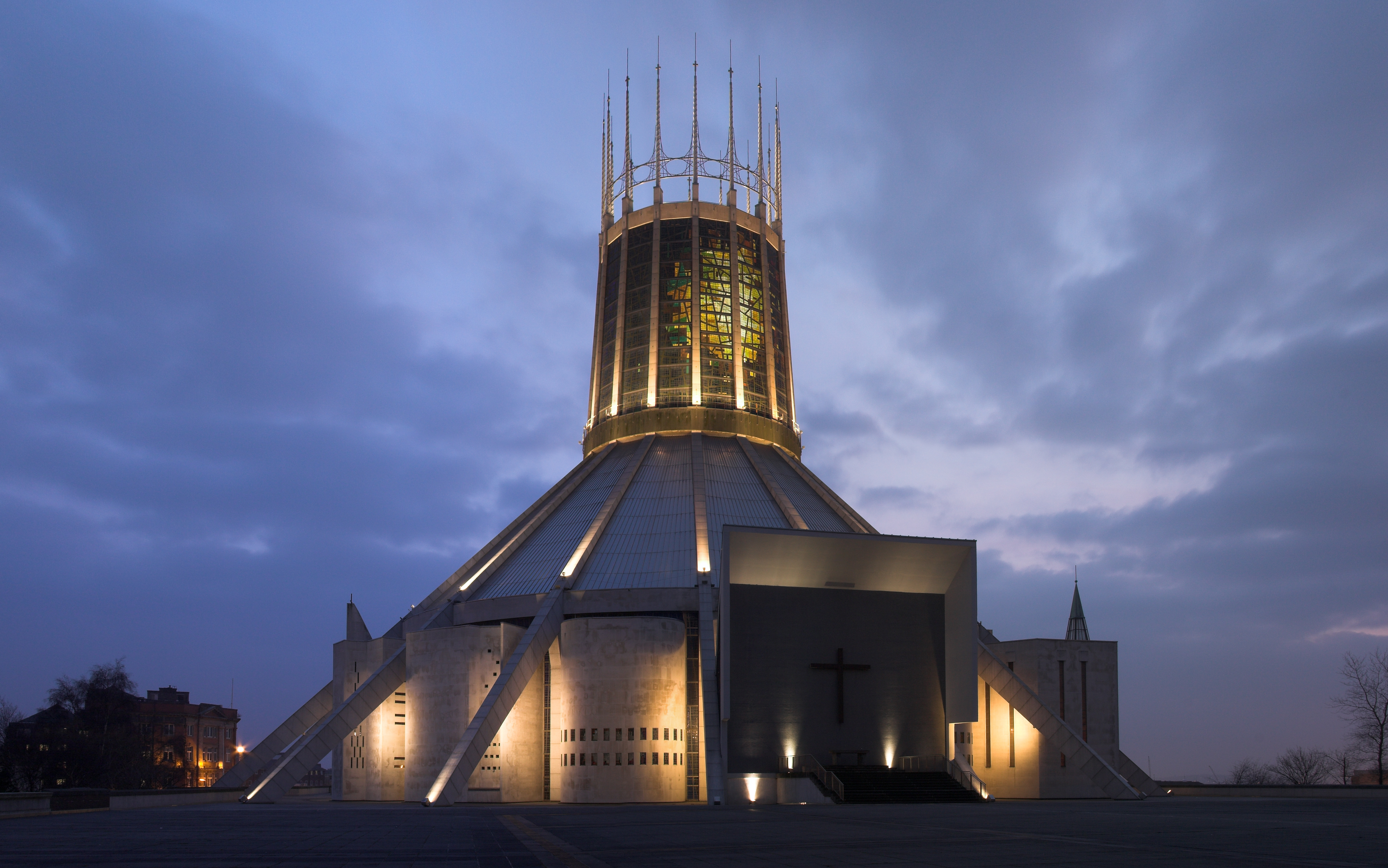
Katedra Metropolitarna

Największą w 2001 roku grupę religijną stanowili chrześcijanie – 79,48%. Kolejnymi religiami pod względem liczby wyznawców były: islam – 1,35%, judaizm – 0,61%, buddyzm – 0,27%, hinduizm – 0,26% i sikhizm – 0,09%. Inne religie wybrało 0,13% respondentów, zaś niewierzących było 9,67%. Pozostali badani, tj. 8,13%, nie podali, jaką religią wyznają.
W mieście znajduje się największa na świecie katedra anglikańska – katedra w Liverpoolu, która ponadto posiada najcięższe dzwony na świecie, a także główna świątynia archidiecezji Liverpoolu Kościoła rzymskokatolickiego – Katedra Metropolitalna. W Liverpoolu znajduje się też jedna z najbardziej okazałych synagog w kraju – Princes Road Synagogue. W mieście znajdował się nieistniejący już pierwszy meczet w Wielkiej Brytanii, ufundowany w 1889 roku przez Williama Abdullaha Quilliama.

## Transport

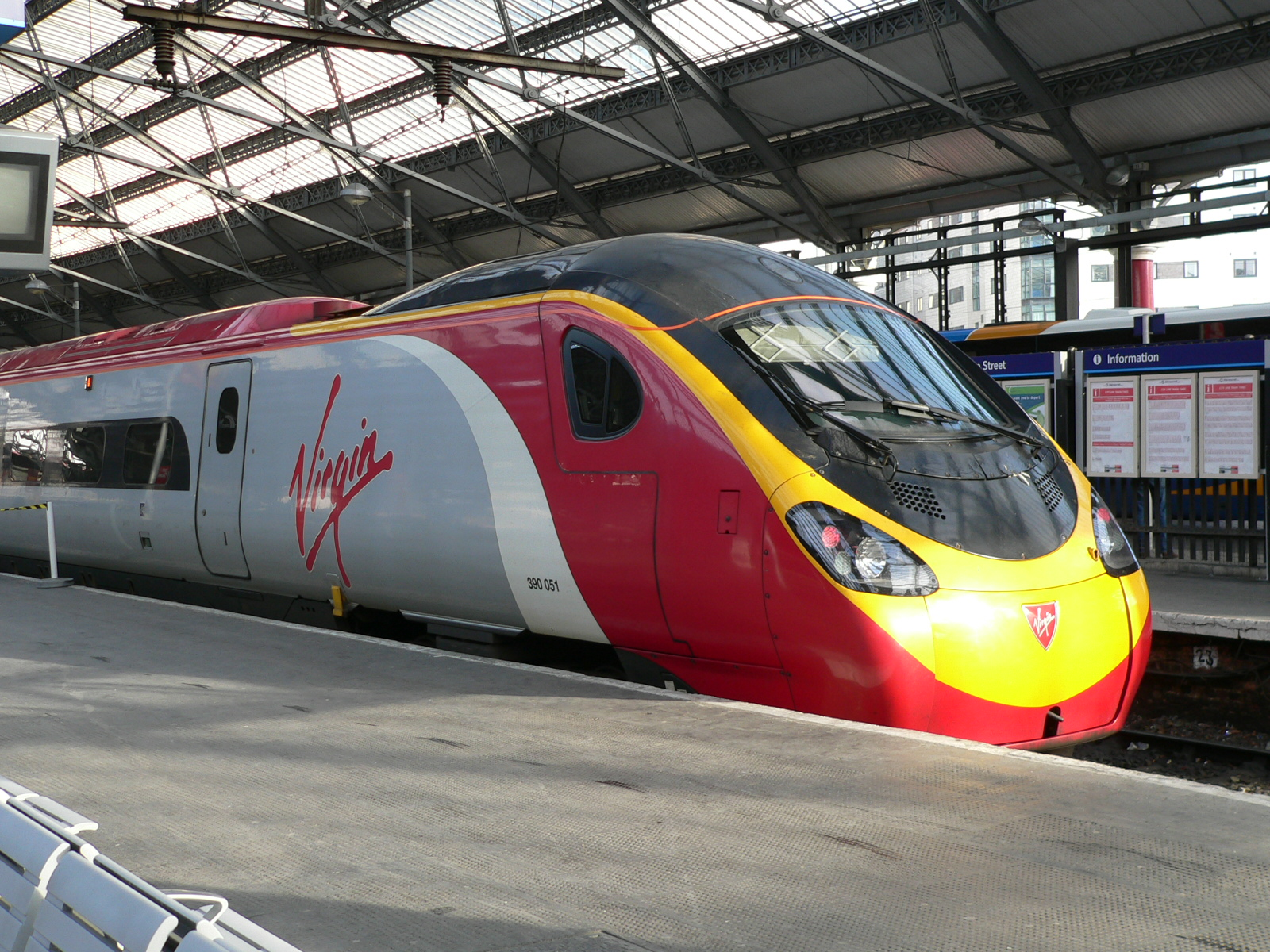
Stacja Liverpool Lime Street

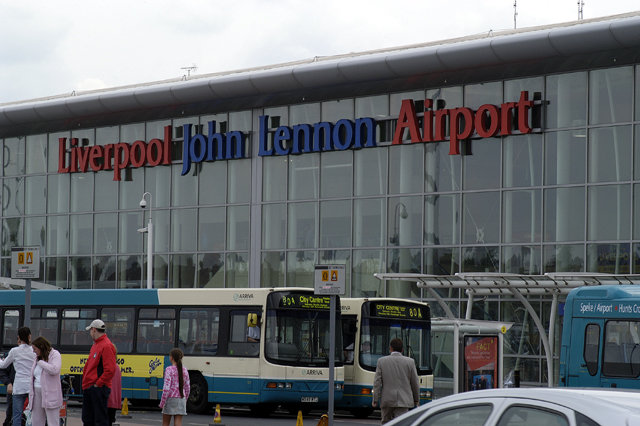
Port lotniczy Liverpool-John Lennon

Liverpool to węzeł kolejowy, drogowy i lotniczy, o znakomitej komunikacji nie tylko ze stolicą i pobliskim Manchesterem, ale także z Anglią oraz północną Walią i południową Szkocją. Z miastem Birkenhead łączą go dwa tunele pod estuarium Mersey – Kingsway i Queensway.

### Drogowy
Liverpool ma dobrze rozwiniętą sieć połączeń drogowych z resztą kraju. Autostradą M62 można bezpośrednio dojechać do Manchesteru, Leeds oraz Hull, ponadto jest ona połączona z M1 i M6, które łączą północ i południe Anglii. Wykorzystując drogę krajową A59, która przechodzi w sąsiednim Wallasey w autostradę M53 o długości 30 km, uzyskuje się połączenie z drogami A55 i A483, dzięki którym można dotrzeć odpowiednio do północnej i południowej Walii. Komunikacja miejska jest obsługiwana głównie przez dwóch przewoźników należących do Stagecoach Group i Arriva. Główne stacje autobusowe to Queen Square Bus Station (niedaleko stacji kolejowej Liverpool Lime Street) dla połączeń północnych oraz Liverpool One Bus Station (niedaleko Albert Dock) dla połączeń południowych.

### Kolejowy
Liverpool posiada dwie niezależne sieci kolejowe: lokalną sieć kolei elektrycznych Merseyrail, która stanowi najwygodniejszy sposób poruszania się po mieście, a także łączy z sąsiednimi dystryktami i hrabstwami (w tym także z Manchesterem) oraz krajową sieć National Rail, która obsługuje połączenia z resztą kraju. Największą stacją kolejową w mieście jest Liverpool Lime Street, umiejscowiona w samym centrum miasta. Można z niej np. pociągami Pendolino przewoźnika Virgin Trains dojechać w 2 godziny do Londynu. Na południu znajduje się stacja Liverpool South Parkway, która obsługuje połączenia z portem lotniczym Liverpool-John Lennon. Inna stacja to m.in. Edge Hill.
W latach 1893–1956 w mieście funkcjonowała linia kolei nadziemnej Liverpool Overhead Railway.

### Lotniczy
Na południu miasta znajduje się Port lotniczy Liverpool-John Lennon. W 2011 roku lotnisko obsłużyło około 5,3 miliona pasażerów i posiada połączenie do ponad 60 miast na świecie.

### Wodny
Port w Liverpoolu jest jednym z największych w kraju – głównym, jeżeli chodzi o połączenia z Irlandią, i wraz z portem w Manchesterze (połączonym poprzez Kanał Manchesterski) stanowią największą grupę portów po Londynie. Jedną z atrakcji miasta jest podróż promem (Mersey Ferry) przez rzekę Mersey.

## Zabytki i turystyka

Panorama Albert Dock

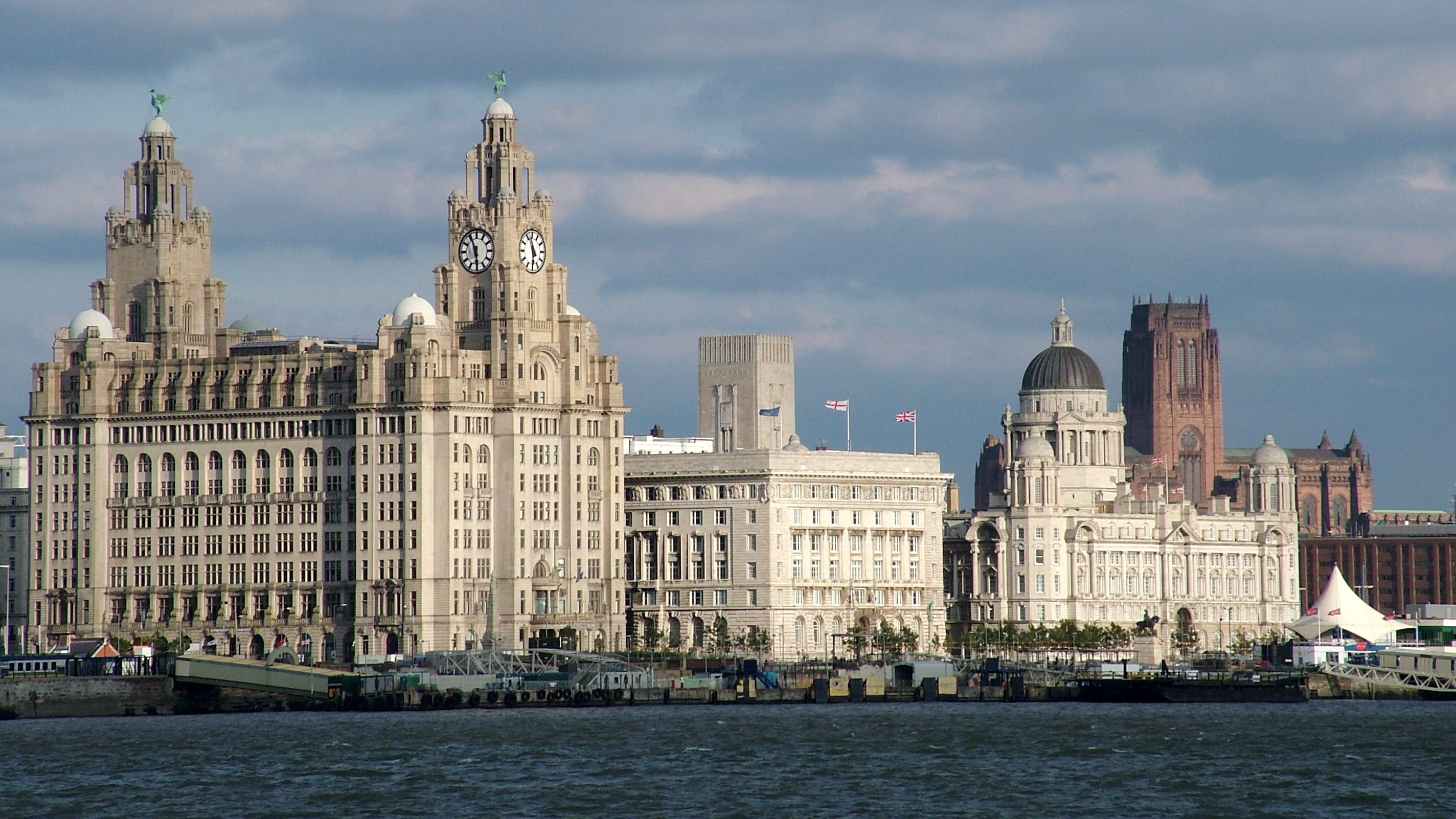
Pier Head

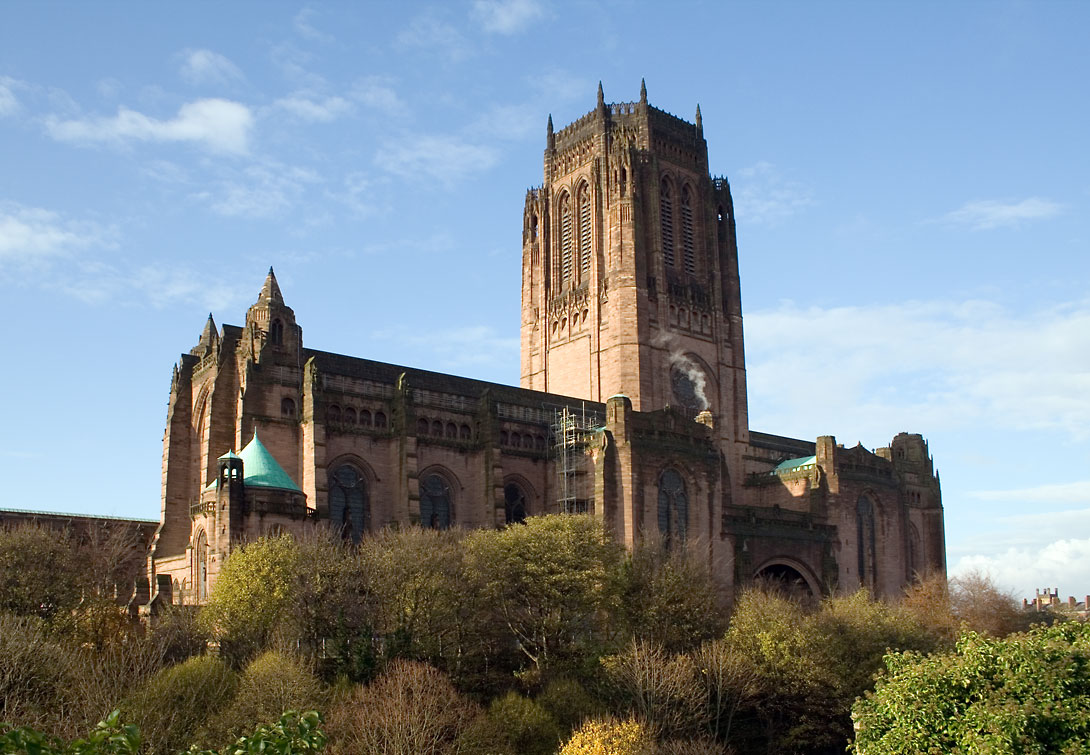
Katedra w Liverpoolu

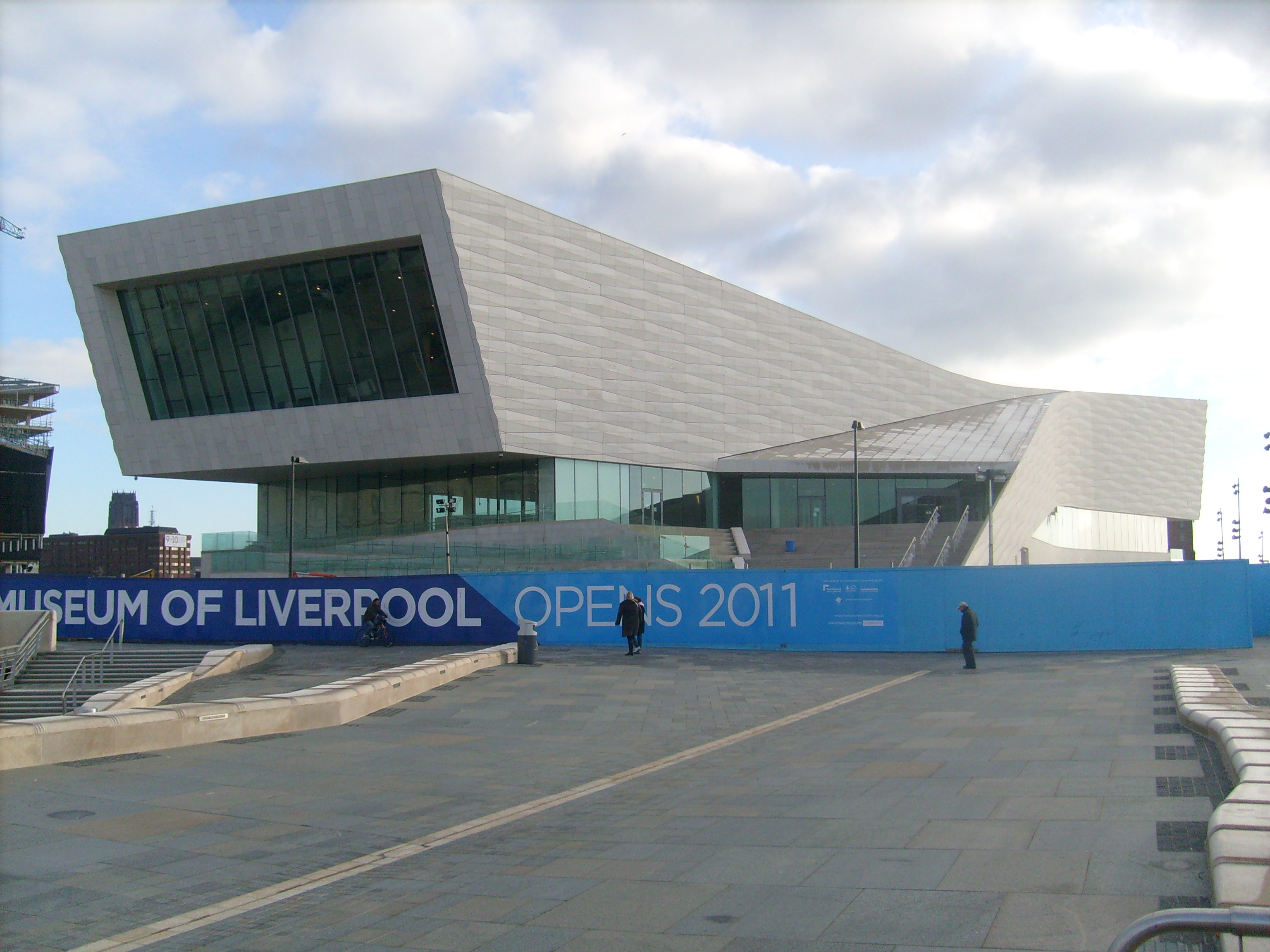
Museum of Liverpool

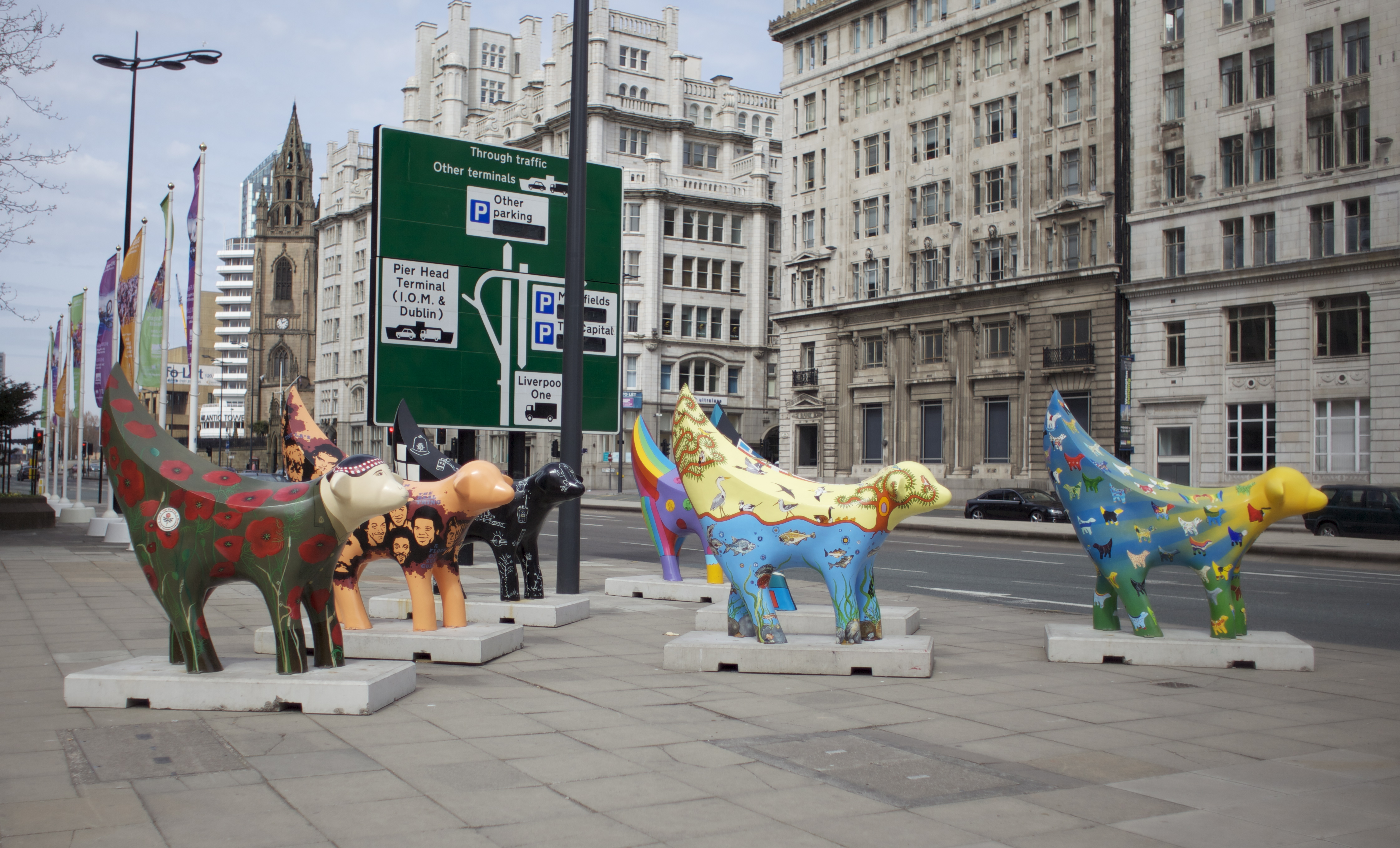
Superlambananas, 2010

- Liverpool Maritime Mercantile City – zespół sześciu lokacji wpisanych w 2004 roku na listę światowego dziedzictwa UNESCO. W jego skład wchodzą:
  - Pier Head obejmująca zespół trzech najbardziej znanych budynków miasta, zwanych The Three Graces
  - Albert Dock na południe od Pier Head, na terenie których znajdują się m.in.:
    - Tate Liverpool
    - Merseyside Maritime Museum[38]
    - International Slavery Museum[39]
    - The Beatles Story[40]

  - Stanley Dock Conservation Area – zespół doków na północ od Pier Head
  - Ropewalks – południowo-zachodnia część Duke Street Conservation Area, na terenie której znajdują się najstarsze budynki w mieście, m.in. centrum sztuki Bluecoat, które od ponad 290 lat służy jako miejsce różnych przedstawień i wystaw[41]
  - Commercial Quarter (Castle Street Conservation Area), obejmujący swoim zasięgiem centrum komercyjne miasta, w którym znajdują się m.in. Liverpool Town Hall oraz szereg budynków biurowych i banków wybudowanych w XIX wieku w okresie największej świetności Imperium brytyjskiego
  - Cultural Quarter (William Brown Street Conservation Area), na terenie której znajdują się m.in.:
    - St George’s Hall[42]
    - World Museum[43]
    - Walker Art Gallery[44]
    - Liverpool Empire Theatre[45]
- Katedra w Liverpoolu (Cathedral Church of Christ)
- Katedra Metropolitarna w Liverpoolu (Metropolitan Cathedral Church of Christ the King)
- Museum of Liverpool[46]
- bardzo popularne są licznie organizowane wycieczki śladami Beatlesów po miejscach, gdzie grał zespół, m.in. The Cavern Club, oraz gdzie wychowywali się i mieszkali Sir Paul McCartney oraz John Lennon, a także do muzeum The Beatles Story
- Sudley House[47]
- Victoria Gallery & Museum[48]
- Western Approaches – Liverpool War Museum[49]
- Croxteth Hall[50]
- Williamson Tunnels[51]
- Ceri Hand Gallery[52]
- Liverpool Playhouse[53]
- Liverpool Philharmonic Hall[54]
- Echo Arena
- Speke Hall (drewniana zabudowa z XVI wieku)[55]
- Liverpool One (największe w Wielkiej Brytanii centrum handlowe na „otwartym powietrzu”)[56]
- stadiony piłkarskie Anfield i Goodison Park.

## Szkolnictwo wyższe
- Uniwersytet Liverpoolski
- Liverpool John Moores University[57]
- Liverpool Hope University[58]

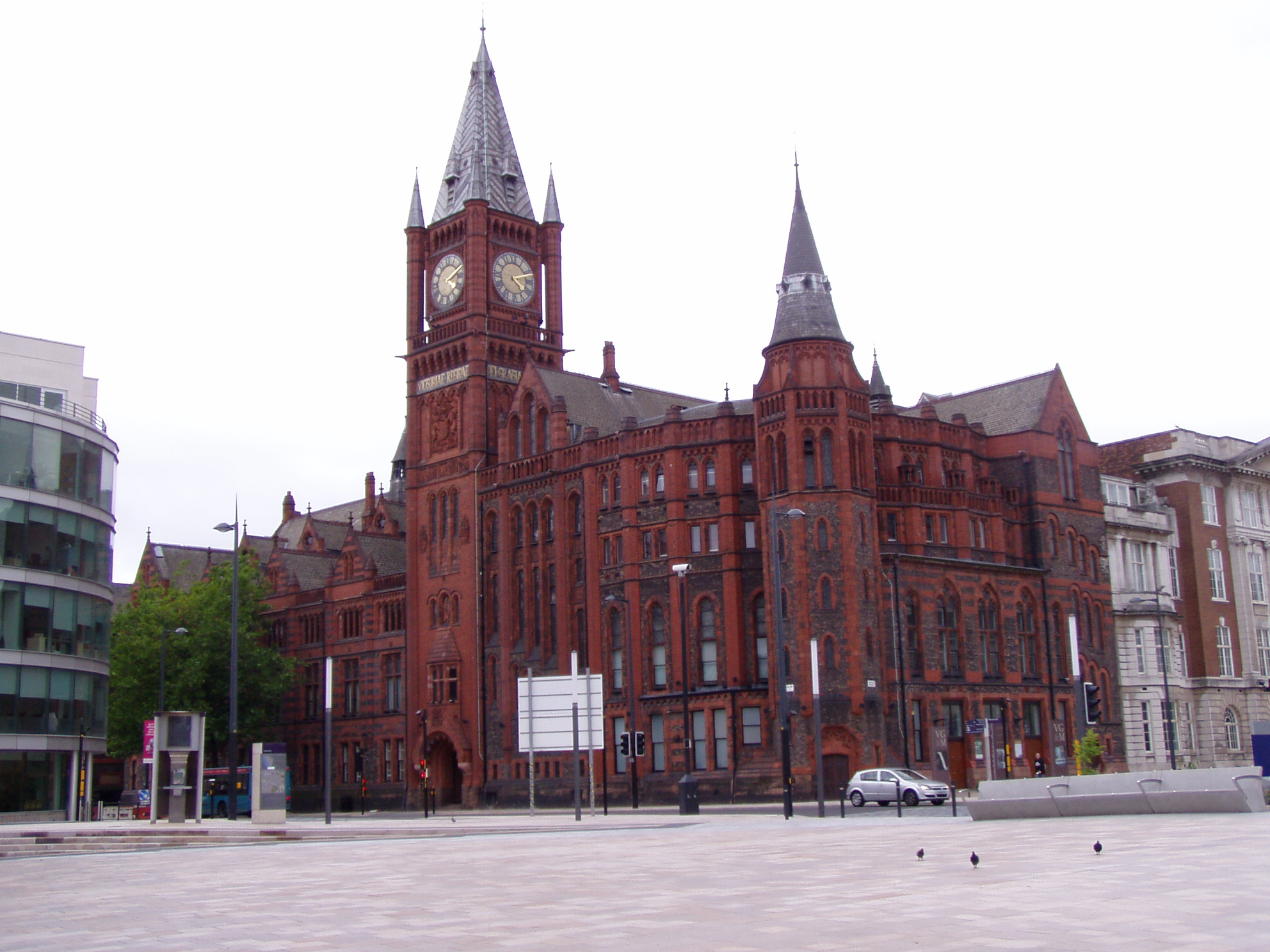
Uniwersytet Liverpoolski

- Liverpool Institute for Performing Arts[59]
- Liverpool School of Tropical Medicine[60]

## Sport

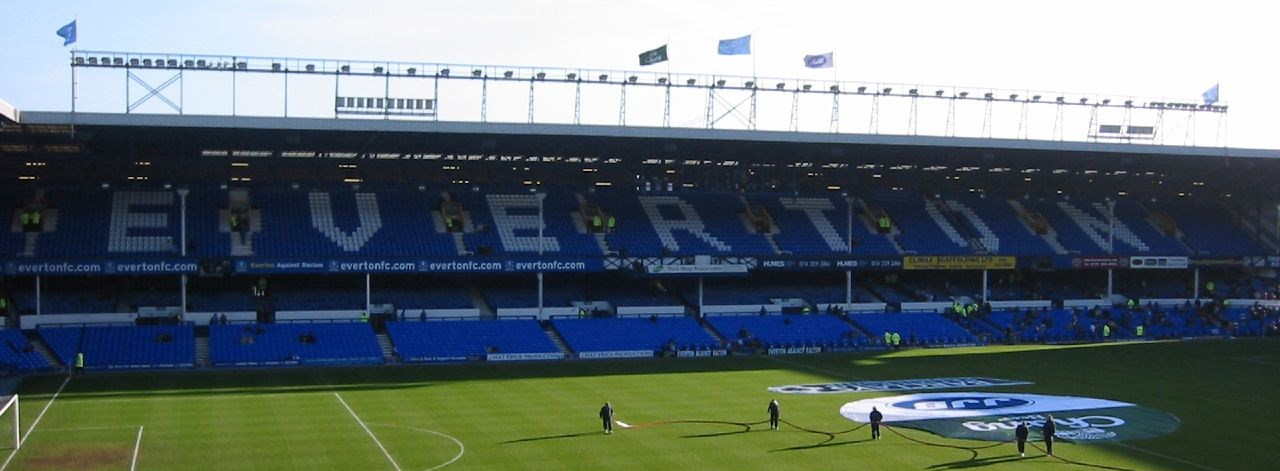
Stadion Goodison Park

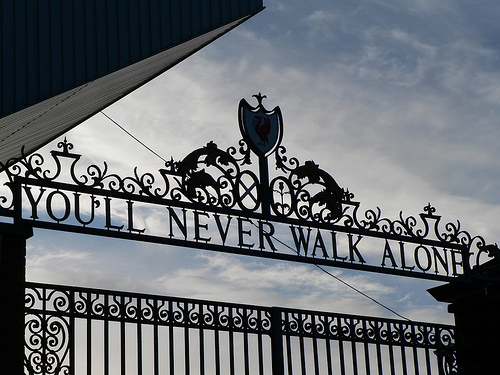
Stadion Anfield

W Liverpoolu są dwa znane kluby piłkarskie: Liverpool F.C. („The Reds”) i Everton F.C. („The Toffees”) Jest jedynym miastem w Anglii, który posiada klub piłkarski na najwyższym szczeblu rozgrywek od samego początku ich istnienia (Everton F.C. był jednym z założycieli The Football League). Liverpool F.C., który rozgrywa swoje mecze na stadionie Anfield, zdobył 20 razy mistrzostwo Anglii, zaś Everton F.C., rozgrywający swoje mecze na stadionie Goodison Park, 9 razy.
W mieście swoją siedzibę ma klub koszykarski Mersey Tigers, który zdobył mistrzostwo kraju w 2011 roku, lecz obecnie rozgrywa swoje mecze na Knowsley Leisure & Culture Park w sąsiednim Huyton.
Poza futbolem popularne w mieście są też wyścigi konne (na torze w Aintree tuż za granicą miasta odbywają się wyścigi Grand National).
W sąsiednim Hoylake znajduje się Royal Liverpool Golf Club, na którym co kilka lat przemiennie z innym klubami w kraju, rozgrywany jest jeden z najważniejszych turniejów golfowych na świecie – The Open Championship. Poprzednie zawody, które były rozgrywane w tutejszym klubie w 2006 roku, wygrał Tiger Woods, następne odbyły się w 2014 roku.
W sąsiednim Bootle rozgrywa swoje mecze drużyna baseballowa Liverpool Trojans, trzykrotny mistrz kraju, a obecnie mistrz AAA National League Champions z 2011 roku.
Miejscowy sportowy klub pływacki City of Liverpool Swimming Club wielokrotnie w ostatnich latach był mistrzem National Speedo League i może się poszczycić w swojej historii m.in. takimi zawodnikami, jak wielokrotni medaliści Francesca Halsall, Helen i Andy Jameson, Stephen Parry oraz Michael Rock.
W mieście znajduje się także duży kompleks sportowy Wavertree Sports Park, w skład którego wchodzą: Liverpool Aquatics Centre, Liverpool Tennis Centre i Wavertree Athletics Centre.

## Miasta partnerskie
- Szanghaj (Chiny)
- Corinto (Nikaragua)
- Kolonia (Niemcy)
- Dublin (Irlandia)
- Odessa (Ukraina)
- Minamata (Japonia)